# Arthur Gore
Arthur William Charles Wentworth Gore, conegut com a Arthur Gore, (Lyndhurst, Regne Unit de la Gran Bretanya i Irlanda, 2 de gener de 1868 − Kensington, Regne Unit, 1 de desembre de 1928) fou un tennista anglès, guanyador de quatre títols de Wimbledon i de dues medalles olímpiques d'or.

## Carrera esportiva
Va començar a destacar l'any 1892 gràcies a la seva victòria en la competició individual del Campionat d'Escòcia d'aquell any, revalidant-la un any després. En la seva vida esportiva guanyà dues vegades el Torneig de Kent (1900 i 1906), dues vegades el Campionat britànic en pista coberta (1900 i 1908) i una vegada el Torneig de Queen's (1900).
Les seves victòries més destacades corresponen al Torneig de Wimbledon, on aconseguí la victòria en la prova individual masculina els anys 1901, 1908 i 1909, i la victòria en la prova de dobles masculins (fent parella amb Herbert Barrett) l'any 1909. La seva victòria de l'any 1909 en individual, amb 41 anys, correspon al tennista masculí de major edat que ha aconseguit aquest fet.
Va participar, als 40 anys, en els Jocs Olímpics d'Estiu de 1908 celebrats a Londres (Regne Unit), on va aconseguir guanyar la medalla d'or en la competició individual masculina interior en guanyar la final olímpica al britànic George Caridia 6-3, 7-5 i 6-4. En aquests Jocs també guanyà la medalla d'or en la competició de dobles masculins d'interior, fent parella amb el britànic Herbert Barrett, al derrotar la parella George Caridia i George Simond per 6-2, 2-6, 6-3 i 6-3.
Posteriorment va participar en els Jocs Olímpics d'Estiu de 1912 celebrats a Estocolm (Suècia), on amb 44 anys finalitzà quart en la competició de dobles masculins d'interior (fent parella amb Herbert Barrett) i fou eliminat en segona ronda de la competició individual masculina d'interior.
Va ser membre de l'equip britànic de la Copa Davis els anys 1900, 1907 i 1912, sent finalista en les dues primeres dates i vencedor en l'última.
L'any 2006 fou admès a l'International Tennis Hall of Fame.

## Torneigs de Grand Slam

### Individual: 8 (3−5)
| Resultat  | Núm. | Any  | Torneig   | Oponent               | Marcador                |
| --------- | ---- | ---- | --------- | --------------------- | ----------------------- |
| Finalista | 1.   | 1899 | Wimbledon | Reginald Doherty      | 6−1, 6−4, 3−6, 3−6, 3−6 |
| Guanyador | 1.   | 1901 | Wimbledon | Reginald Doherty      | 4−6, 7−5, 6−4, 6−4      |
| Finalista | 2.   | 1902 | Wimbledon | Lawrence Doherty      | 4−6, 3−6, 6−3, 0−6      |
| Finalista | 3.   | 1907 | Wimbledon | Norman Brookes        | 4−6, 2−6, 2−6           |
| Guanyador | 2.   | 1908 | Wimbledon | Herbert Roper Barrett | 6−3, 6−2, 4−6, 3−6, 6−4 |
| Guanyador | 3.   | 1909 | Wimbledon | Josiah Ritchie        | 6−8, 1−6, 6−2, 6−2, 6−2 |
| Finalista | 4.   | 1910 | Wimbledon | Anthony Wilding       | 4−6, 5−7, 6−4, 2−6      |
| Finalista | 5.   | 1912 | Wimbledon | Anthony Wilding       | 4−6, 4−6, 6−4, 4−6      |

### Dobles: 3 (1−2)
| Resultat  | Núm. | Any  | Torneig   | Parella               | Oponents                       | Marcador           |
| --------- | ---- | ---- | --------- | --------------------- | ------------------------------ | ------------------ |
| Finalista | 1.   | 1908 | Wimbledon | Herbert Roper Barrett | Josiah Ritchie Anthony Wilding | 1−6, 2−6, 6−1, 7−9 |
| Guanyador | 1.   | 1909 | Wimbledon | Herbert Roper Barrett | Stanley Doust Harry Parker     | 6−2, 6−1, 6−4      |
| Finalista | 2.   | 1910 | Wimbledon | Herbert Roper Barrett | Josiah Ritchie Anthony Wilding | 1−6, 1−6, 2−6      |

## Jocs Olímpics

### Individual
| Any  | Campionat                                     | Oponent        | Resultat      |
| ---- | --------------------------------------------- | -------------- | ------------- |
| 1908 | Jocs Olímpics, Londres, Regne Unit (interior) | George Caridia | 6−3, 7−5, 6−4 |

### Dobles
| Any  | Campionat                                     | Parella         | Oponents                     | Resultat           |
| ---- | --------------------------------------------- | --------------- | ---------------------------- | ------------------ |
| 1908 | Jocs Olímpics, Londres, Regne Unit (interior) | Herbert Barrett | George Caridia George Simond | 6−2, 2−6, 6−3, 6−3 |